# Daniel Horthemels

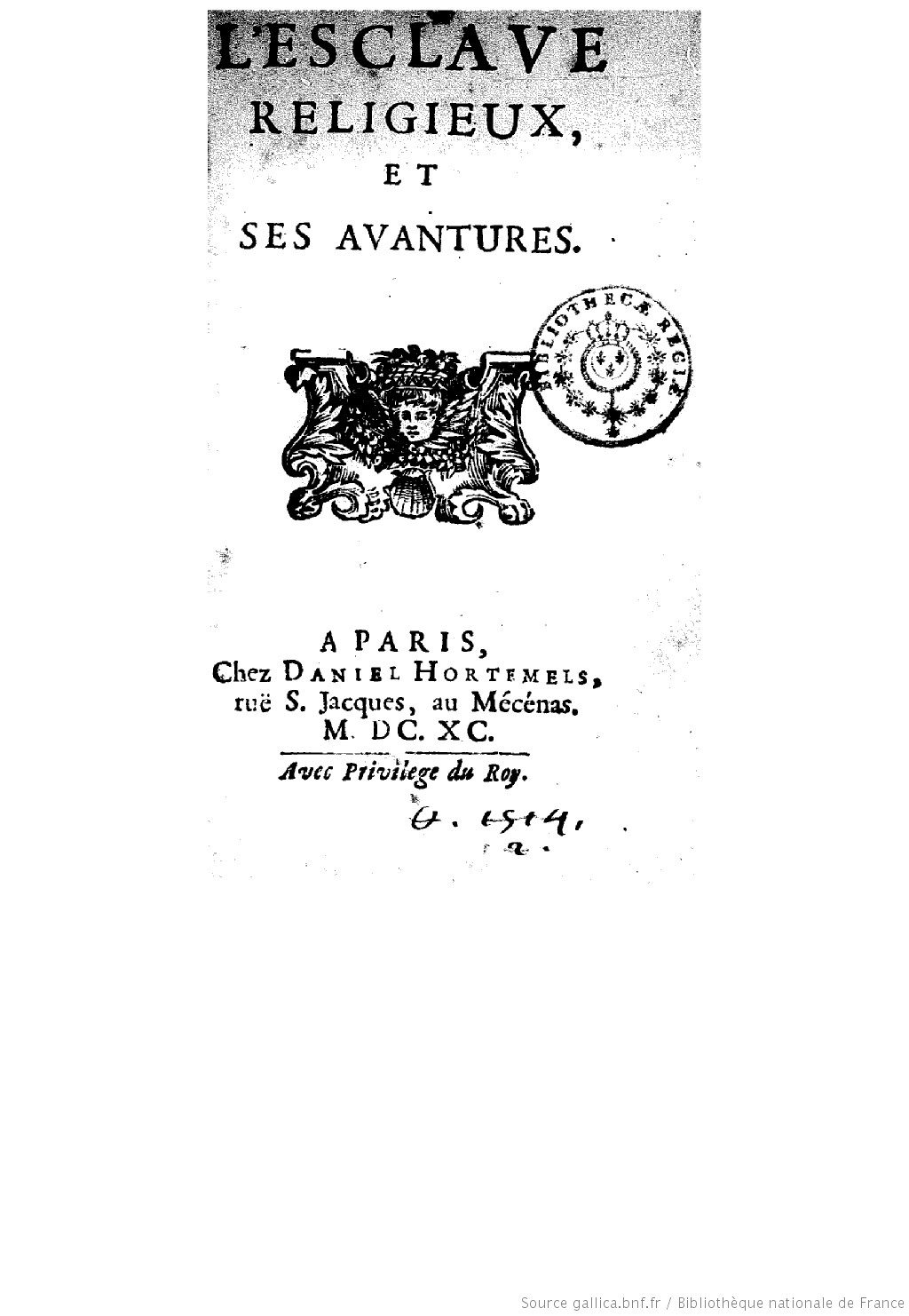
L’esclave religieux, et ses avantures

Daniel Horthemels (* vor 1655 in Middelburg; † 8. Oktober 1691 in Paris) war ein holländischer Buchhändler und Verleger in Paris.
Horthemels Vater war ebenfalls Buchhändler, jedoch in seiner Heimatstadt Middelburg. 1655 heiratete Daniel Horthemels Marie-Anne Cellier, die die Tochter des Buchhändlers Antoine Cellier war. Sie hatten miteinander sechs Kinder. Die drei Töchter Marie-Anne, Louise-Madeleine und Marie-Nicole, sowie der Sohn Frederic wurden Kupferstecher. Ein Sohn, der ebenfalls auf den Namen Daniel getauft wurde, übernahm, nach dem Tod des Vaters, zusammen mit der Mutter, die Buchhandlung und den Verlag. Der Sohn Denis machte sich als Verleger und Buchhändler selbstständig.
Horthemels verlegte neben der Bibel und calvinistischer Erbauungsliteratur auch zeitgenössische Autoren wie Guy Tachard, Alexandre de Chaumont oder Philippe Couplet, von 1683 bis 1686 zudem das Journal des Mediziners Jean Brunet.

## Verlegertätigkeit (Auswahl)
- Guy Trachard: Voyage de Siam, des Peres jesuites, envoyez par le Roy aux Indes & à la Chine
- Philippe Couplet mit Prospero Intorcetta: Confucius Sinarum philosophus, sive Scientia sinensis latine exposita
- Alexandre de Chaumont: Relation de l’ambassade de Monsieur le chevalier de Chaumont à la Cour du Roy de Siam, avec ce qui s’est passé de plus remarquable durant son voyage
- Lazare-André Bocquillot: Homelies, ou Instructions familieres sur les commandemens de Dieu. et de l’Eglise
- Simon Foucher: Lettre sur la morale de Confucius, philosophe de la Chine
- Jean Brunet: Journal de medecine, ou Observations des plus fameux medecins, chirurgiens & anatomistes de l’Europe